# ایستگاه یورک میلز
ایستگاه یورک میلز (انگلیسی: York Mills station) یک ایستگاه متروی زیرزمینی در خط یک یانگ–یونیورسیتی متروی تورنتو است.